# 1686 en santé et médecine
| Années de la santé et de la médecine : 1683 - 1684 - 1685 - 1686 - 1687 - 1688 - 1689    |
| Décennies de la santé et de la médecine : 1650 - 1660 - 1670 - 1680 - 1690 - 1700 - 1710 |

Cet article présente les faits marquants de l'année 1686 en santé et médecine.

## Événements
- 26 août : Charles Bernard est élu chirurgien à l'hôpital St. Bartholomew de Londres, puis Serjeant Surgeon (en) de la maison royale de la reine Anne[1].
- 18 novembre : Louis XIV est opéré avec succès d'une fistule anale par Charles-François Félix (1635-1703). Ce succès a un grand retentissement en France et dans les cours européennes. Par précaution, le  chirurgien barbier s'était pratiqué sur 75 prisonniers ou paysans[2].
- Mort du rhinocéros londonien de 1684.
- Début des travaux de l'aqueduc de Maintenon dans le but d'alimenter en eau le château de Versailles[3].
- Début des travaux des glacières de Versailles servant à stocker la glace afin de permettre la conservation des aliments[4].
- Fin de la construction de l'hôtel-Dieu de Louhans, commencée en 1682 à Louhans en Saône-et-Loire.
- Rédaction des règles de la communauté des Servantes de Jésus de l'hospice Saint-Louis de Caen[5]. La congrégation s'occupe surtout des malades[6].

## Publications
- Marcello Malpighi (1628-1694) fait paraître Opera omnia, figuris elegantissimis in aes incisis illustrata tomis duobus comprehensa à Londres, chez Robert Scott. Réimprimé l'année suivante à Leyde[7].

## Naissances
- 12 janvier : Adam Christian Thebesius (de) (mort en 1732), anatomiste allemand.
- 6 juillet : Antoine de Jussieu (mort en 1758), botaniste et médecin français[8].

## Décès
- 26 novembre : Nicolas Sténon (né en 1638), anatomiste, géologue et évêque danois[9].